# Каро, Вентура
Вентура Каро (исп. Ventura Caro; 1742—1809) — испанский военный деятель, генерал. Участник рейдов против алжирских пиратов, Англо-испанской войны и Наполеоновских войн.

## Биография
Вентура Каро родился в 1742 году в Валенсии, был третьим сыном Хосе Каро у Роза, маркиза де ла Романа.
В 1775 году участвовал в экспедиции против алжирских пиратов, возглавляемой испанским генералом ирландского происхождения Алехандро О’Рейли, где проявил себя храбрым солдатом. В этой кампании алжирцами был убит его старший брат, Педро. После этого Каро обвинил О’Рейли в неумелом командовании. Впоследствии, пользуясь покровительством графа Флоридабланки, довольно быстро сделал успешную военную карьеру и вскоре получил звание полковника драгун, дислоцированных в Аликанте.
Во время Войны за независимость США Франция и Испания поддержали американские колонии, что привело к войне с Великобританией, владевшей с 1713 года островом Менорка. В 1781 году объединённые франко-испанские силы начали вторжение на остров. Каро Вентура упросил Флоридабланку отправить его на фронт в первых рядах и благодаря содействию графа уже 18 сентября 1781 года во главе трёх эскадронов драгун участвовал в осаде крепости Сан-Фелипе; военные сводки того времени сообщают как о военном мастерстве возглавляемого им отряда, так и о предприимчивом характере командира. Вентура был в числе тех, кто принимал капитуляцию британского гарнизона, после чего, в течение непродолжительного времени выполняя функции военного губернатора занятого испанцами острова, был со своими драгунами переброшен на Гибралтарский фронт. В конце 1782 года получил звание бригадного генерала. В 1789 году получил звание генерал-лейтенанта, будучи затем назначенным капитан-генералом Галисии. В 1785 году участвовал в работе комиссии по установлению границы между Францией и Испанией, работа которой завершилась в 1786 году подписанием Договора о границе.
7 марта 1793 года Французский национальный конвент объявил войну испанскому королю, вследствие чего Испания вступила в Войну первой коалиции против революционной Франции. Вентура занял пост главнокомандующего испанскими войсками в Наварре (возможно, по той причине, что он отлично изучил эту местность, работая в составе комиссии).
Поначалу боевые действия складывались успешно для Испании: армия под командованием Вентуры смогла перейти французскую границу на реке Бидассо, овладела пограничным городом Андае, вытеснила французов из Круа-де-Буке и отбросила их к Сарру, где они укрепились в замке Пиндон и попытались перейти в контратаку, которая, однако, закончилась неудачей: Каро смог разбить французские силы под командованием генерала Дефлера и занять Пиндон, но внезапная болезнь не позволила ему действовать с прежней решительностью, поэтому испанцы остановили наступление на данном этапе, оккупировав всю территорию до города Сен-Жан-Пье-де-Пор. В скором времени по приказу верховного командования в Мадриде часть сил Каро была передана под командование генерала Рикардоса, ведшего боевые действия на другом участке пиренейского фронта, а часть была отведена в Каталонию. Оставшись с небольшими силами, Каро, несмотря на выздоровление, был вынужден ограничиться ведением против французов лишь вялых оборонительных действий и не смог препятствовать им быстро занять обратно оккупированные испанцами территории.
Тем не менее, даже в этих условиях Каро продолжал искусные, но — ввиду небольшого количества войск — не слишком решительные нападения на французов, находившихся теперь под командованием генерала Мюллера. Ему удалось одержать победы при Бириату, Сате, Шато-Пиньоне, но затем испанцы были вынуждены отступить после поражения при Урупи. Мюллер же, получив подкрепление из Вандеи, начал решительное наступление, занял входы в Бастанскую долину, где нанёс испанцам серьёзное поражение в битве, в которой они потеряли 500 человек. Вентура спешно разработал специальный план защиты Пиренеев, но он не был принят в Мадриде. Это, а также последнее поражение и несогласие Вентуры со многими приказами верховного командования побудили его объявить о своей отставке, формально — «по состоянию здоровья».
В 1800 году, после смерти генерала Луиса де-лас-Касаса, Вентура заменил его на посту капитан-генерала Валенсии и Мурсии. В 1802 году произведён в генерал-капитаны.
В 1808 году, находясь в Валенсии, сумел спешно организовать создание ополчения, перед которым — не в последнюю очередь благодаря его искусному руководству — были вынуждены отступить французские войска наполеоновского маршала Жанно Монсея, значительно превосходившие силы, находящиеся в распоряжении Вентуры, по численности и выучке.
Каро Вентура умер спустя год после совершённого им подвига, в 1809 году в возрасте 69 лет. В городе Валенсия есть улица, названная его именем. Племянник генерала, Педро Романа, также был известным испанским генералом, но пережил своего дядю лишь на два года.